# Palilogie
La palilogie (substantif féminin), du grec palin (« à nouveau ») et logein (« dire »), est une figure de style qui consiste en une répétition d'un mot isolé pour l'accentuer. L'effet produit permet d'insister sur un terme ou une qualité (cas d'un adjectif qualificatif accentué), dans le cadre d'un dialogue surtout. La palilogie (qui peut se trouver sous la forme de palillogie) est une forme d'épanalepse. 

## Exemples
- « Patience, patience, Patience dans l'azur ! » (Paul Valéry)
- « Oh! le long, long cou » (Molière)
- « Waterloo ! Waterloo ! Waterloo ! Morne plaine » (Victor Hugo)
- « Écolier ! écoliers ! Accourez par essaims, par bandes, par milliers » (Victor Hugo)
- « Espoir espoir absolu / Enfance où le froid louvoyant tracassait la campagne » (Paul Éluard)
- « Que dis-je ?... hélas ! hélas ! Tout cela, c'est un rêve, / Un rêve à jamais effacé !... » (Gérard de Nerval)
- « Souvenir, souvenir, que me veux-tu ? L'automne / Faisait voler la grive à travers l'air atone » (Paul Verlaine)
- « Italie, Italie, ô terre où toutes choses / Frissonnent de soleil, hormis les méchants vins ! » (Théodore de Banville)
- « Rêvez, rêvez de moi !... Sans vous, belles fontaines, / Ma beauté, ma douleur, me seraient incertaines. » (Paul Valéry)
- « Attys Attys Attys charmant et débraillé / C'est ton nom qu'en la nuit les elfes ont raillé » (Guillaume Apollinaire)
- « Ô triste, triste était mon âme / À cause, à cause d'une femme. » (Paul Verlaine)

## Définition

### Définition linguistique
L'opération mise en œuvre dans la palilogie est une transformation morpho-syntaxique par répétition à l'identique d'un mot ou groupe de mots, placés généralement de manière contigüe. Elle s'apparente grammaticalement à la juxtaposition et elle appartient à la classe des répétitions simples ou épanalepses.
La palilogie a pour synonyme direct l' iteratio (itération), employée d'un point de vue rhétorique.

### Définition stylistique
La palilogie vise les mêmes effets que l'épanalepse : insistance, emphase, accumulation, mais sans changement de sens. Elle a pour visée première d'insister sur une qualité (cas d'un adjectif) ou une idée.
Figure employée principalement à l'oral ou dans un cadre dialogique (dialogue de théâtre notamment), la publicité utilise ses ressources itératives pour imposer une qualité ou un nom de marque.
La palilogie (avec un seul l) est également une notion psycholinguistique, une forme de palilalie qui se caractérise par l'intercalement au milieu de la phrase de mots absurdes ou incompréhensibles.

### Genres concernés
La palilogie est employée spécifiquement dans toute structure textuelle mimant le discours: dans les ilôts énonciatifs (Mikhaïl Bakhtine) romanesques, les tirades dramatiques, les apostrophes et prises de parole poétiques. Elle est une figure caractéristique de la poésie surréaliste et de la poésie plus moderne, dans leur tentative de déconstruire le langage. Les contes de fées utilisent préférentiellement les figures de répétition, et surtout la palilogie afin de reproduire le discours enfantin (voir notamment chez Charles Perrault  )
La palilogie comme toutes figures de répétition simple est une notion traduisible en musique ()

## Historique de la notion

### Figures proches
- Figure mère : épanalepse ou répétition simple
- Figures filles : épizeuxe, itératio, gémination, complexio, épanode, concaténation et polyptote.